# جوي فيرمان
يوهانس كورنيليس ماريا فيرمان (من مواليد 19 نوفمبر 1998) هو لاعب كرة قدم هولندي محترف يلعب كلاعب خط وسط لنادي الدوري الهولندي بي إس في أيندهوفن والمنتخب الهولندي.

## روابط خارجية
- جوي فيرمان على موقع الاتحاد الأوربي (الإنجليزية)
- جوي فيرمان على موقع قاعدة بيانات كرة القدم.إي يو (الإنجليزية)
- جوي فيرمان على موقع ناشيونال فوتبول تيمز (الإنجليزية)
- جوي فيرمان على موقع Soccerway.com (الإنجليزية)
- جوي فيرمان على موقع عالم كرة القدم.نت (الإنجليزية)